# August Ferdinand Möbius
August Ferdinand Möbius   (Schulpforte, 17 de novembre de 1790 - Leipzig, 26 de setembre de 1868), a vegades escrit Moebius, va ser un matemàtic i astrònom teòric alemany.

## Vida i obra
Per línia materna, era descendent de Martí Luter. Nascut en una petita població a la vora de Naumburg (entre Leipzig i Jena) a l'Electorat de Saxònia, després de ser escolaritzat a la seva vila natal de Schulpforta, va estudiar a les universitats de Leipzig, Göttingen i Halle, durant un període de gran inestabilitat, ja que aquests territoris van anar canviant de mans, passant de Saxònia a la Confederació del Rin i al Regne de Prússia entre 1790 i 1815. El 1815 va obtenir el doctorat a la universitat de Leipzig amb una tesi sobre astronomia, dirigida per Johann Friedrich Pfaff.
El 1816 va ser nomenat professor de la universitat de Leipzig, en la qual va romandre la resta de la seva vida. També va treballar com astrònom a l'observatori de la universitat del que va ser director a partir de 1848.

Cinta o banda de Möbius.

Möbius és molt conegut pel seu descobriment de la cinta de Möbius, una superfície de dues dimensions no orientable amb solament un costat quan està immersa dins de l'espai euclidià tridimensional. Va ser descoberta independentment per Johann Benedict Listing gairebé simultàniament. Möbius també va ser el primer a introduir les coordenades homogènies en geometria projectiva. La transformació de Möbius, important en geometria projectiva, no s'ha de confondre amb la transformació de Möbius de la teoria de nombres, que també duu el seu nom. Es va interessar també per la teoria de nombres i la important funció aritmètica de Möbius μ(n). També duu el seu nom la fórmula d'inversió de Möbius.